# Lorenzo Antonio

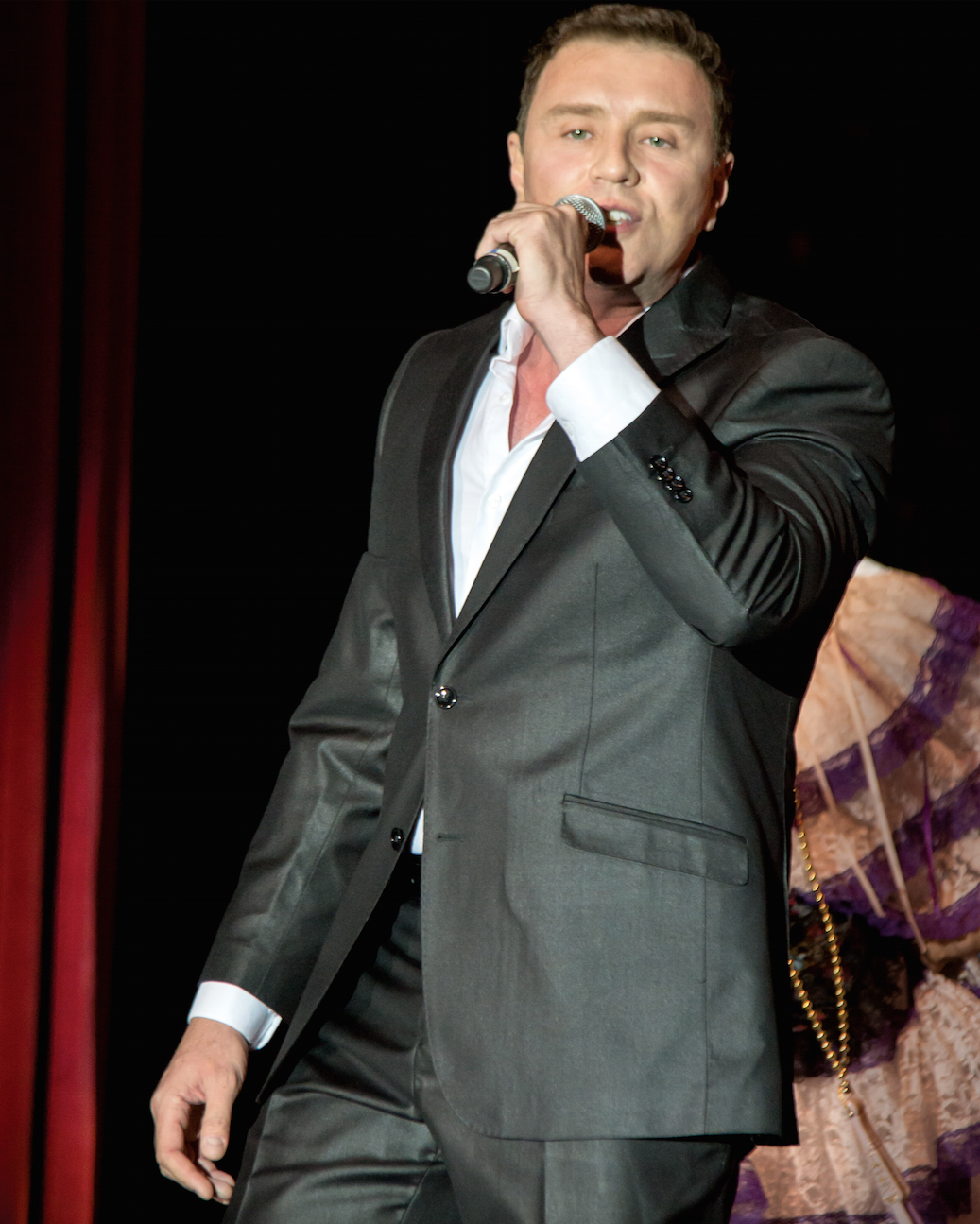
Lorenzo Antonio, 2016

Lorenzo Antonio Sánchez Pohl (* 3. Oktober 1969 in Albuquerque, New Mexico), als Künstler nur unter seinen beiden Vornamen als Lorenzo Antonio auftretend, ist ein US-amerikanischer Singer-Songwriter mit mexikanischen Wurzeln. Er ist der Bruder der vier Schwestern Kristyna, Rosamaria, Verónica und Carolina, die sich zur Gruppe Sparx zusammengeschlossen haben.

## Leben
Bereits im Alter von 5 Jahren begann Lorenzo Antonio zu singen und erlernte das Gitarrespiel. Im Alter von 12 Jahren hatte der Kinderdarsteller bereits mehr als eine Million Schallplatten verkauft und noch vor seiner Volljährigkeit war er in weiten Teilen Lateinamerikas bekannt und konnte sich im Laufe der 1980er-Jahre als bedeutender Singer-Songwriter etablieren. So war das von ihm verfasste Doce Rosas eines der erfolgreichsten Lieder des Jahres 1987 in vielen Ländern Lateinamerikas und erhielt diverse Auszeichnungen. 
In der zweiten Hälfte der 1990er-Jahre nahm er gemeinsam mit der von seinen 4 Schwestern gebildeten Gruppe Sparx drei Mariachi-Alben auf: Cantan Corridos, Cantan Corridos Vol. 2 und Para Las Madrecitas. Weitere gemeinsame Musikprojekte folgten im neuen Jahrtausend. 
Aufgrund einer schweren Erkrankung im unteren Rückenbereich musste Lorenzo Antonio seine Musikkarriere 2005 für einen längeren Zeitraum unterbrechen. Die Ärzte rieten ihm zu einer Operation, aber er weigerte sich, deren Rat zu folgen. Eine Entscheidung, die sich im Nachhinein als richtig erwies. Denn 2007 lernte er einen Personal Trainer kennen, der ihm den Weg zur Gesundung durch richtige Ernährung und Bewegung aufzeigte. Lorenzo Antonio folgte seinem Rat und erholte sich innerhalb der nächsten zwei Jahre nicht nur vollständig von seinem Rückenleiden, sondern baute auch noch 30 Pfund Fett ab und 20 Pfund Muskelmasse auf. 